# Мужская сборная Ботсваны по софтболу
Мужская национальная сборная Ботсваны по софтболу — представляет Ботсвану на международных софтбольных соревнованиях. Управляющей организацией является Ассоциация софтбола Ботсваны (англ. Botswana Softball Association).

## Результаты выступлений

### Чемпионаты мира
| Год       | Победы         | Поражения      | Место          |
| --------- | -------------- | -------------- | -------------- |
| 1966—1980 | не участвовали | не участвовали | не участвовали |
| 1984      | 1              | 6              | 14             |
| 1988      | не участвовали | не участвовали | не участвовали |
| 1992      | 3              | 5              | 10             |
| 1996      | 1              | 9              | 18             |
| 2000      | 3              | 4              | 9              |
| 2004      | 1              | 5              | 13             |
| 2009      | 1              | 6              | 13             |
| 2013—2015 | не участвовали | не участвовали | не участвовали |
| 2017      | 3              | 5              | 8              |
| 2019      | 2              | 6              | 14             |
| 2022      | не участвовали | не участвовали | не участвовали |